# スヴォボードナヤ・ロシア (戦艦)
スヴォボードナヤ・ロシア（自由ロシア；ロシア語:Свободная Россияスヴァボードナヤ・ラスィーヤ）は、ロシアおよびウクライナの弩級戦艦（дредноут）である。ロシア海軍やウクライナ海軍の類別では戦列艦（линейный корабль）に分類された。艦名は「自由なるロシア」という意味。

## 概要

### 建造
第一次世界大戦前、ロシア帝国の黒海艦隊は前弩級戦艦しか保有しなかった。これらはドレッドノートの登場で一挙に旧式化し、仮想敵国であったオスマン帝国が弩級戦艦の購入の検討を始めると、黒海艦隊でも弩級戦艦の整備が至急の課題となった。
ロシア帝国は黒海艦隊向けに3 隻の弩級戦艦の建造を決定し、その2番艦は1911年6月11日、修理が終わったばかりのニコラーエフ工場・造船所協会「ナーヴァリ」（ONZiV、現在の国営株式ホールディング会社「黒海造船工場」）第1船渠にて起工した。エカチェリーナ2世（Екатерина IIイカチリーナ・フタラーヤ）と命名されたこの艦が、のちのスヴォボードナヤ・ロシアである。
エカチェリーナ2世は、1914年5月24日にニコラーエフにて進水し、同年夏に第一次世界大戦が始まるとその建造は急がれた。1915年6月14日には、艦名はインペラトリーツァ・エカチェリーナ・ヴェリーカヤ（Императрица Екатерина Великаяインピラトリーツァ・イカチリーナ・ヴィリーカヤ）に改められた。

### 世界大戦
1915年11月30日、インペラトリーツァ・エカチェリーナ・ヴェリーカヤは海上公試を終えて実戦配備に就いた。そして、防護巡洋艦パーミャチ・メルクーリヤを従えて第2戦術機動グループを編成、アナトリア半島沿岸の封鎖作戦に参加した。
1916年1月8日、哨戒任務に就いていたエカチェリーナはオスマン帝国海軍の巡洋戦艦ヤウズ・スルタン・セリムに遭遇した。射程一杯の距離からの5度にわたる巡洋戦艦の斉射はエカチェリーナまで届かず、巡洋戦艦は戦場からの離脱を開始した。エカチェリーナはこれを追撃し、30分にわたり305 mm砲弾を浴びせ続けた。最後の斉射は距離22.5 kmからの射撃となった。巡洋戦艦はわずかに砲弾の破片を浴びただけで、無事にボスポラス海峡へ逃げ込んだ。
エカチェリーナはその後、1916年2月5日から4月18日にかけて実施されたトラペズンドへの砲撃作戦に参加した。

### 臨時政府
1917年にペトログラードで発生した二月革命ののち、キエフにはウクライナ中央ラーダが結成された。ウクライナ人の割合の高かった黒海艦隊でも、中央ラーダに同調した民族主義・社会主義運動が活発化した。エカチェリーナを含め、黒海艦隊のほとんどの艦船ではウクライナ系のラーダが組織された。
1917年4月初めには、黒海艦隊のすべての艦船の代表が参加する「セヴァストーポリ・ウクライナ黒海協会」が立ち上げられた。協会の名誉会長には、ウクライナ人で、黒海艦隊司令官コルチャーク提督夫人であるソフィーヤ・フェードリウナが選ばれた。
1917年4月16日には、エカチェリーナ2世はスヴォボードナヤ・ロシア（Свободная Россия）に改名された。
1917年6月には、臨時政府の政策の下、ボスポラス海峡封鎖のために同海域における機雷敷設作業に従事した。
この年を通して、ウクライナ・ラーダは艦で十分に強力で影響力のある組織へと成長していった。ウクライナ系水兵は積極的に中央ラーダの政策を支持し、ウクライナ海軍創設への動きに協力した。しかし、結局のところボリシェヴィキのプロパガンダの絶大な影響力と中央ラーダの社会主義ポピュリストの無能が来るべき結果を齎すこととなった。
1917年10月19日、艦隊司令部の命令により、スヴォボードナヤ・ロシアは僚艦ヴォーリャらとともにボスポラス海峡へ出撃し、オスマン帝国の軽巡洋艦ミディッリ攻撃に向かった。しかし、混沌とした雰囲気とボリシェヴィキの扇動により、スヴォボードナヤ・ロシアの一部の水兵が士官らを押し込めて艦をセヴァストーポリに引き帰らせてしまった。スヴォボードナヤ・ロシアの戦場離脱によりヴォーリャも作戦の中止を余儀なくされ、ミディッリの捕捉は失敗に終わった。
この失敗ののち、艦隊ならびに艦の司令部の努力により規律は大なり小なり回復し、11月14日にはスヴォボードナヤ・ロシアは再びミディッリ攻撃のため出撃した。

### ウクライナ
1917年11月20日に中央ラーダを政府とするウクライナ人民共和国が創設されたことを受け、11月22日にはスヴォボードナヤ・ロシアはウクライナ国旗を掲揚した。
ペトログラードにおける十月革命ののち、セヴァストーポリではボリシェヴィキによる反ウクライナ運動が活発化した。しかし、スヴォボードナヤ・ロシアの水兵らは積極的にウクライナ人民共和国を支持し、艦はウクライナ国旗を降ろさなかった。
1917年12月には赤軍がウクライナ領内に侵攻し、ウクライナ・ボリシェヴィキ戦争が始まった。1918年1月14日には、中央ラーダは「ウクライナ国家艦隊に関する臨時法」を制定し、そこで次のように謳った。「ロシアの黒海艦隊は…ウクライナ人民共和国の艦隊となることを宣言する…」そして「ウクライナ人民共和国はロシア政府から黒海艦隊ならびに艦隊設備や港湾に関する責務のすべてを引き受ける」。しかし、この年の初めにボリシェヴィキはクリミア半島を占領した。しかし、この占領は長くは続かなかった。1918年2月9日のブレスト＝リトフスク単独講和によりドイツ帝国ら中央同盟国と同盟したウクライナ人民共和国は失地を回復し、4月末にはペトロー・ボルボチャーン大佐の指揮するザポリージャ師団がクリミアを取り戻したが、そのとき半島からは赤軍部隊は残らず撤退していた。
1918年4月22日、黒海艦隊司令官ムィハーイロ・サーブリン海軍少将は、「クリミアにあるすべての艦船、港湾はウクライナ人民共和国の権力下にあり。よってすなわち、あらゆる必要箇所にウクライナ国旗を掲揚すべし」とする指令を発した。
しかし、ソヴィエト・ロシア政府は黒海艦隊の全ての艦艇をセヴァストーポリからノヴォロシースクを回航することを画策した。しかし、ヴォーリャとスヴォボードナヤ・ロシアを中心とする多くの艦は艦隊司令官の方針を支持し、ノヴォロシースクへの出港を拒否した。サーブリンは疑念を持ちつつも、ウクライナ人民共和国政府の代表が到着するまで艦隊をセヴァストーポリに留める方針を決定した。
4月29日、艦隊司令官の指令の下、黒海艦隊のほとんどすべての艦船、施設、港湾および要塞がウクライナ国旗を掲揚した。これを拒否した水雷戦隊の一部は夜半に出港し、ヴォーリャとスヴォボードナヤ・ロシアがこれらの水雷戦隊に対する威嚇射撃を行った。水雷戦隊は雷撃と戦闘準備の脅しでこれに応じ、結局プロンジーテリヌイ、ケルチ、カリアークリヤ以下14 隻の艦隊水雷艇、4 隻の輸送船、数隻の小型高速艇がノヴォロシースクへ向けて出港した。
しかし、翌4月30日には早くもボリシェヴィキの扇動が効果を表し始めた。ドイツ軍が黒海艦隊に対して最後通牒を突きつけたという噂を信じた艦船が、ノヴォロシースクへ向けて出港を試みたのである。もはや客観的に状況を把握できる情勢ではなく、セヴァストーポリ湾に入った巡洋戦艦ヤウズ・スルタン・セリムと防護巡洋艦ハミディイェの激烈な艦砲射撃の中、ヴォーリャとスヴォボードナヤ・ロシア、艦隊水雷艇デールスキイだけが出港に成功した。

### ノヴォロシースク
5月1日、3隻はノヴォロシースクへ到着した。その後半月にわたり、艦の司令部と水兵らはボリシェヴィキの扇動と圧力を受けた。6月9日から6月13日にかけてサーブリンはレーニンから艦隊をセヴァストーポリへ帰さぬようにとの指令を受け取った。ブレスト＝リトフスク条約の規約によりソヴィエト政府はセヴァストーポリの黒海艦隊をドイツ政府に引き渡さなければならなかったので、ノヴォロシースクへの残留はすなわち艦隊を沈めよとの指示にほかならなかった。サーブリンは異議申し立てのためモスクワへ出向したが、そこで逮捕監禁され、艦隊代表の任を解かれた。
ノヴォロシースク艦隊の司令官には、新たにヴォーリャの艦長であるアレクサンドル・チフメーネフ海軍大佐が選出された。6月15日、チフメーネフはレーニンとスヴェルドロフの署名入りの第49号電信を受け取った。そこには、艦隊をノヴォロシースクで沈めるよう書かれていた。しかしながら、チフメーネフはこの指令の遂行を拒絶した。
チフメーネフの支援のため、ノヴォロシースク艦隊各艦の代表委員からなる全体会議が開かれた。その結果、ボリシェヴィキの方針には全体の4分の1が賛成に過ぎなかった。しかし、チェキストがボリシェヴィキへ賛成するよう恐喝した結果、一部の艦はセヴァストーポリへの帰港を諦め、ノヴォロシースクに留まることとなった。
スヴォボードナヤ・ロシアの司令部もまた、多くの艦船におけるのと同様、艦を沈めずにセヴァストーポリへ帰港することを支持していた。6月17日、スヴォボードナヤ・ロシアはヴォーリャらほかの艦船とともにノヴォロシースクを出港する準備をしていた。しかし、前夜になって乗員の一部が勝手に艦をノヴォロシースクに留めることにしてしまった。その結果、艦にはボイラーを動かし大型艦を指揮するに十分な人員が揃わなくなり、スヴォボードナヤ・ロシアの司令部は艦を見捨てる決定を下さざるを得なくなった。彼らは艦を港に残し、自身らは僚艦ヴォーリャに移動した。艦長のヴァシーリイ・テレメーチエフ海軍中佐は、艦隊水雷艇ケルチの艦長ヴラジーミル・クーケリへ艦を引き渡した。
このようにして、6月17日には再びウクライナ国旗を掲揚した戦列艦ヴォーリャ、艦隊水雷艇デールスキイ、ポスペーシュヌイ、ベスポコーイヌイ、プィールキイ、グロームキイ、ジャールキイ、ジヴォーイがセヴァストーポリに向けて出港した。
一方、ノヴォロシースクには戦列艦スヴォボードナヤ・ロシア、艦隊水雷艇ガジベイ、ケルチ、カリアークリヤ、フィドニーシ、プロンジーテリヌイ、カピターン＝レイテナーント・バラーノフ、レイテナーント・シェスタコーフ、スメトリーヴイ、ストレミーテリヌイが残留した。
1918年6月18日、ノヴォロシースクのツェメース湾にてソヴィエト政府の指令が実行された。艦隊水雷艇ケルチがスヴォボードナヤ・ロシアへ4 発の魚雷が発射し、
スヴォボードナヤ・ロシアは撃沈された。
ソ連結成後の1930年、水中特別作業調査隊（EPRON）の水中作業員が調査していたところ沈没するスヴォボードナヤ・ロシアが発見された。スヴォボードナヤ・ロシアは弾薬室に誘爆していた。1930年代半ば、沈艦から装甲と無傷で残っていた構造および艦砲が引き上げられ、赤色海軍へ引き渡された。
亡命ロシア文学作家で詩人のイヴァン・ブーニンがロシア内戦後に国外へ持ち出すことのできた日記が『Окаянные дни』の題で公刊されているが、その中でスヴォボードナヤ・ロシアへの言及箇所がある。日本語訳は、佐藤祥子、尾家順子、利府佳名子訳『ブーニン作品集5 呪われた日々/チェーホフのこと』群像社、2003年に佐藤祥子訳「呪われた日々」が収められている。

## ギャラリー

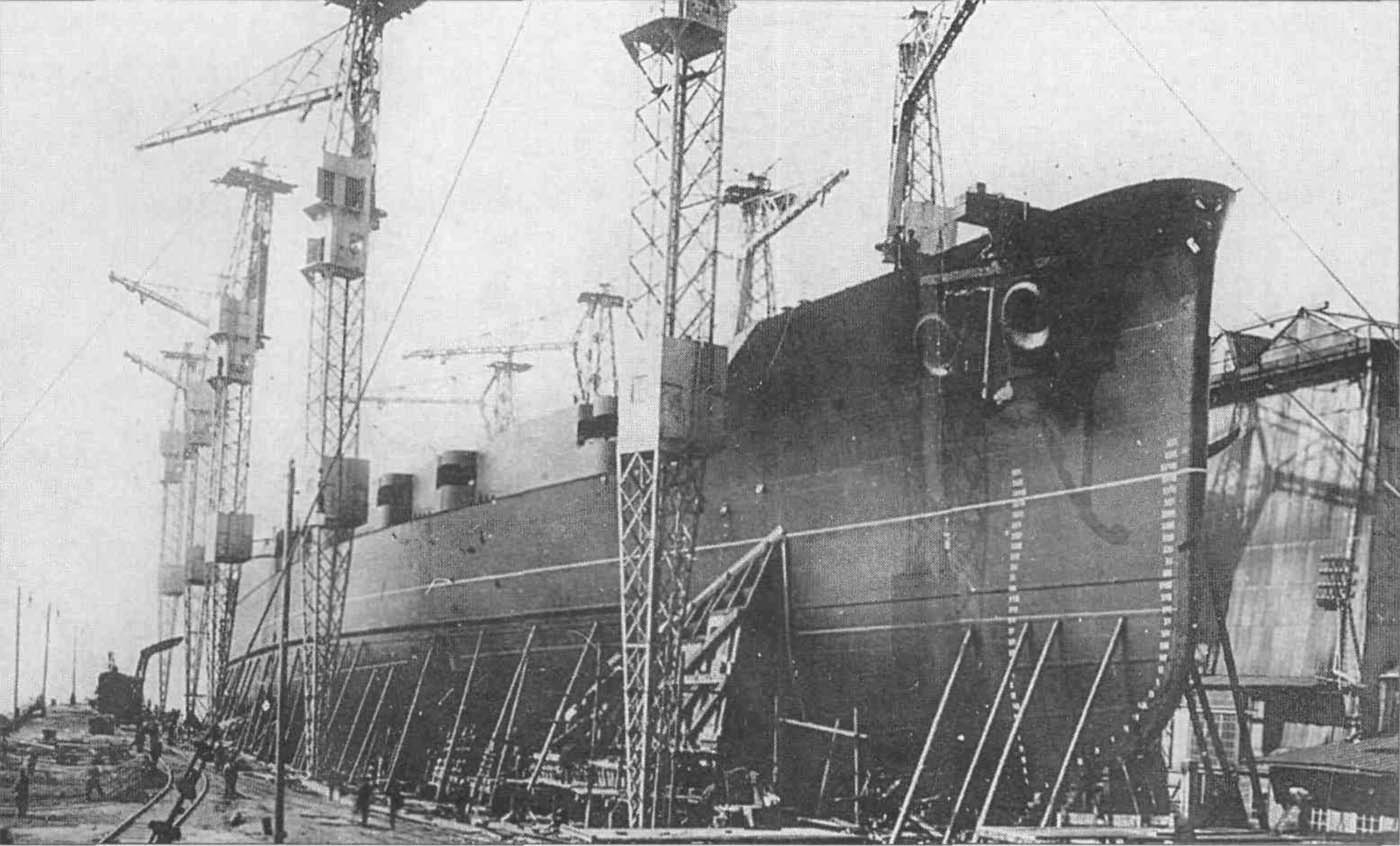
ニコラーエフにて建造中のエカチェリーナ2世。
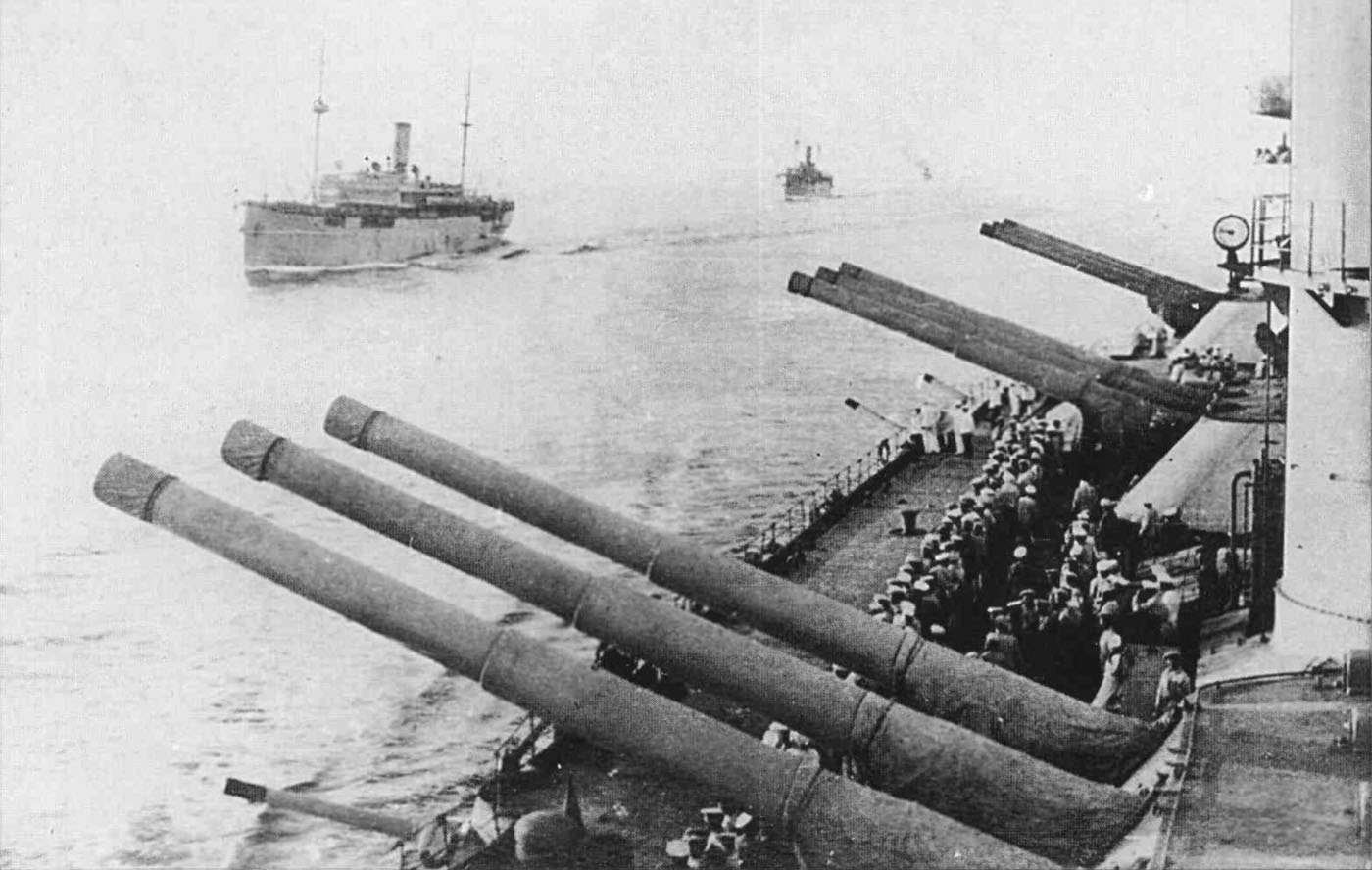
船団護衛に当たるインペラトリーツァ・エカチェリーナ・ヴェリーカヤ。